# 皮德霍羅德佳
49°26′23″N 24°35′46″E / 49.43972°N 24.59611°E

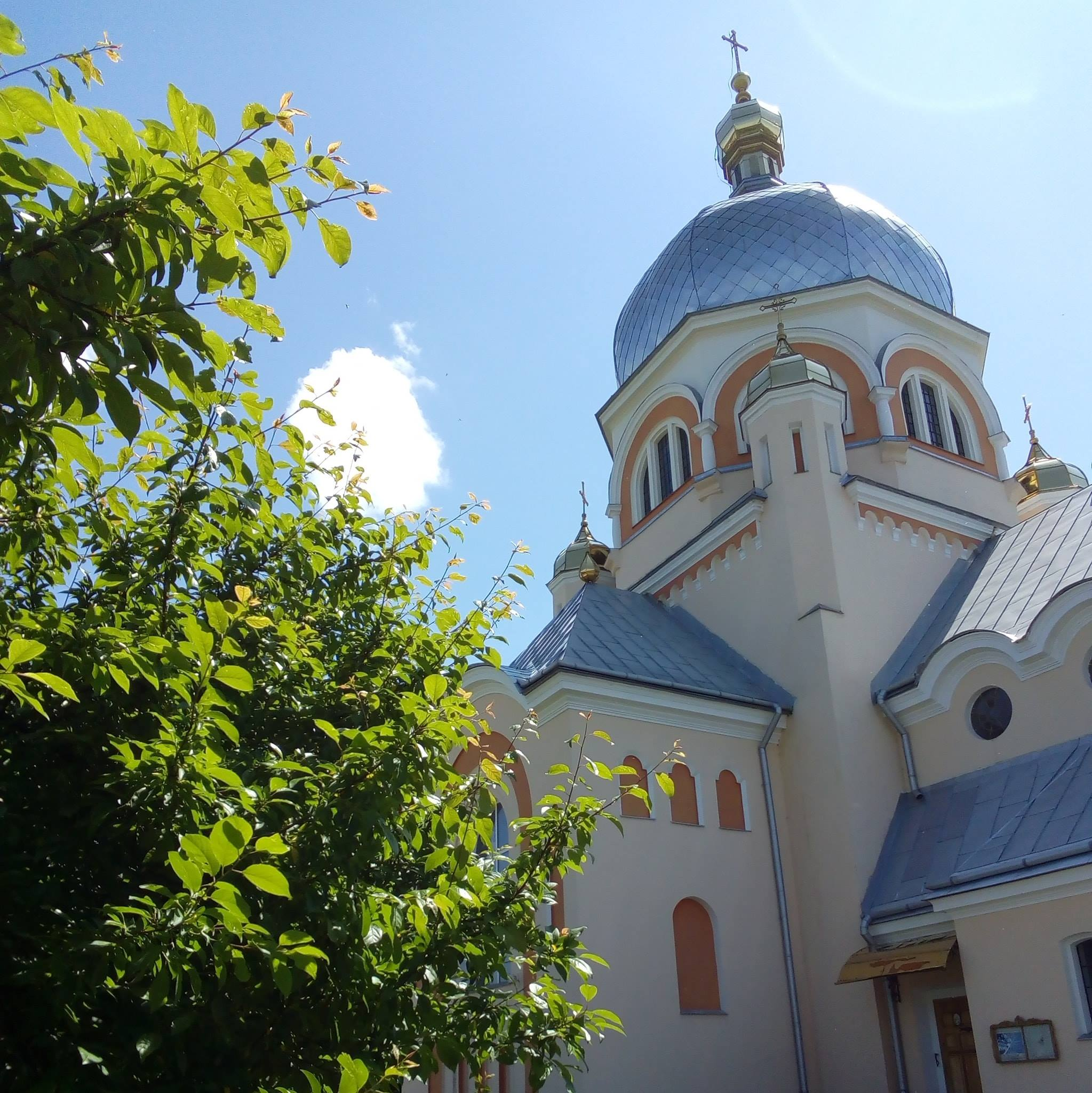
教堂

皮德霍羅德佳（烏克蘭語：Підгороддя），是烏克蘭的村落，位於該國西部伊萬諾-弗蘭科夫斯克州，由伊万诺-弗兰科夫斯克区羅哈廷市鎮負責管轄，始建於1920年，面積6.86平方公里，2001年人口525，人口密度每平方公里76.5人。